# Campeonato Polonês de Voleibol Masculino
O Campeonato Polonês de Voleibol Masculino, oficialmente PlusLiga por motivos de patrocínio, é a principal competição de clubes de voleibol masculino da Polônia. Trata-se de uma das principais ligas nacionais da Europa e do mundo. O torneio é organizado pela Liga Polonesa de Voleibol (PLS S.A.) (em polonês/polaco:  Polska Liga Siatkówki) e classifica seu campeão à Liga dos Campeões da Europa.

## Histórico
O campeoanto foi inaugurado nos anos 1929. Até 2000 foi organizado pela pela Federação Polonesa de Voleibol (PZPS), e desde a temporada 2000–01 pela Liga Profissional de Voleibol SA para a competição masculina.
Da temporada de 1954 a temporada de 1957 foi chamada de Classe Separada (administrada pela PZPS); da temporada 1957–58 a temporada 1989–90, era chamada de I Liga (administrada pela PZPS); da temporada 1990–91 a temporada 1999–00, foi chamada de Liga da Série A1 (administrada pela PZPS) e desde a temporada 2000–01 até a atual é administrada como uma liga profissional, sob o nome de PlusLiga desde a temporada 2008–09. O campeonato é gerido pela Liga Profissional de Voleibol S.A., cuja licença de funcionamento foi emitida pelo presidente do Gabinete de Cultura Física e Desportos, Mieczysław Nowicki.

## Edição atual
Equipes que disputam a PlusLiga de 2023–24:
| Equipe                             | Sigla | Cidade           | Última participação | Temporada 2022–23 |
| ---------------------------------- | ----- | ---------------- | ------------------- | ----------------- |
| PGE GiEK Skra Bełchatów            | BEŁ   | Bełchatów        | 2022–23             | 12.º              |
| ZAKSA Kędzierzyn-Koźle             | KED   | Kędzierzyn-Koźle | 2022–23             | Vice-campeão      |
| Trefl Gdańsk                       | GDA   | Gdańsk           | 2022–23             | 6.º               |
| Indykpol AZS Olsztyn               | OLS   | Olsztyn          | 2022–23             | 8.º               |
| Jastrzębski Węgiel                 | JAS   | Jastrzębie-Zdrój | 2022–23             | Campeão           |
| Asseco Resovia Rzeszów             | RZE   | Rzeszów          | 2022–23             | 3.º               |
| KGHM Cuprum Lubin                  | LUB   | Lubin            | 2022–23             | 14.º              |
| Projekt Warszawa                   | WAR   | Varsóvia         | 2022–23             | 5.º               |
| Aluron CMC Warta Zawiercie         | ZAW   | Zawiercie        | 2022–23             | 4.º               |
| Cerrad Czarni Radom                | RAD   | Radom            | 2022–23             | 15.º              |
| GKS Katowice                       | KAT   | Katowice         | 2022–23             | 11.º              |
| MKS Ślepsk Malow Suwałki           | SUW   | Suwałki          | 2022–23             | 9º                |
| Stal Nysa                          | NYS   | Nysa             | 2022–23             | 7.º               |
| BOGDANKA LUK Lublin                | LBN   | Lublin           | 2022–23             | 10.º              |
| VС Barkom-Kazhany                  | BAR   | Lviv             | 2022–23             | 13.º              |
| Exact Systems Hemarpol Częstochowa | CZE   | Częstochowa      | Estreante           | Campeão da I Liga |

## Resultados
| CAMPEONATO POLONÊS DE VOLEIBOL MASCULINO | CAMPEONATO POLONÊS DE VOLEIBOL MASCULINO        | CAMPEONATO POLONÊS DE VOLEIBOL MASCULINO        | CAMPEONATO POLONÊS DE VOLEIBOL MASCULINO        | CAMPEONATO POLONÊS DE VOLEIBOL MASCULINO |
| Ano                                      | Campeão                                         | Vice-campeão                                    | Terceiro lugar                                  |                                          |
| ---------------------------------------- | ----------------------------------------------- | ----------------------------------------------- | ----------------------------------------------- | ---------------------------------------- |
| 1929 Detalhes                            | YMCA Łódź                                       | AZS Warszawa                                    | Sokół Lwów                                      |                                          |
| 1930 Detalhes                            | AZS Warszawa                                    | Absolwenci Łódź                                 | Ognisko Vilna                                   |                                          |
| 1931 Detalhes                            | ŁKS Łodź                                        | AZS Warszawa                                    | KS Cracóvia                                     |                                          |
| 1932 Detalhes                            | ŁKS Łodź                                        | AZS Warszawa                                    | KS Cracóvia                                     |                                          |
| 1933 Detalhes                            | AZS Kraków                                      | Ognisko Vilna                                   | AZS Warszawa                                    |                                          |
| 1934 Detalhes                            | AZS Warszawa                                    | KS Cracóvia                                     | Ognisko Vilna                                   |                                          |
| 1935 Detalhes                            | AZS Warszawa                                    | AZS Vilna                                       | Sokół Toruń                                     |                                          |
| 1937 Detalhes                            | Polonia Warszawa                                | AZS Warszawa                                    | Sokół Lwów                                      |                                          |
| 1938 Detalhes                            | AZS Wilno                                       | AZS Warszawa                                    | Polonia Warszawa                                |                                          |
| 1939 Detalhes                            | Sokół Lwów                                      | Cresovia Grodno                                 | CWS Varsóvia                                    |                                          |
| 1946 Detalhes                            | Społem Warszawa                                 | AZS Warszawa                                    | Wisła Cracóvia                                  |                                          |
| 1947 Detalhes                            | AZS Warszawa                                    | AZS Łódź                                        | YMCA Gdańsk                                     |                                          |
| 1948 Detalhes                            | AZS Wrocław                                     | SKS Varsóvia                                    | AZS Warszawa                                    |                                          |
| 1949 Detalhes                            | AZS Warszawa                                    | AZS Wrocław                                     | SKS Zryw Gdańsk                                 |                                          |
| 1950 Detalhes                            | AZS Wrocław                                     | Spójnia Gdańsk                                  | AZS AWF Warszawa                                |                                          |
| 1952 Detalhes                            | AZS AWF Warszawa                                | Gwardia Wrocław                                 | Legia Warszawa                                  |                                          |
| 1953 Detalhes                            | AZS AWF Warszawa                                | Gwardia Varsóvia                                | Gwardia Wrocław                                 |                                          |
| 1954 Detalhes                            | AZS AWF Warszawa                                | Gwardia Wrocław                                 | Wybrzeże Gdańsk                                 |                                          |
| 1955 Detalhes                            | AZS AWF Warszawa                                | Gwardia Wrocław                                 | Legia Warszawa                                  |                                          |
| 1956 Detalhes                            | AZS AWF Warszawa                                | Legia Warszawa                                  | Gwardia Wrocław                                 |                                          |
| 1957 Detalhes                            | AZS AWF Warszawa                                | Legia Warszawa                                  | AZS Cracóvia                                    |                                          |
| 1957/1958 Detalhes                       | AZS AWF Warszawa                                | Legia Warszawa                                  | Wybrzeże Gdańsk                                 |                                          |
| 1958/1959 Detalhes                       | AZS AWF Warszawa                                | Legia Warszawa                                  | Górnik Katowice                                 |                                          |
| 1959/1960 Detalhes                       | AZS AWF Warszawa                                | Górnik Katowice                                 | Legia Warszawa                                  |                                          |
| 1960/1961 Detalhes                       | AZS AWF Warszawa                                | Górnik Katowice                                 | Legia Warszawa                                  |                                          |
| 1961/1962 Detalhes                       | Legia Warszawa                                  | AZS AWF Warszawa                                | Pogoń Estetino                                  |                                          |
| 1962/1963 Detalhes                       | AZS AWF Warszawa                                | Legia Warszawa                                  | Górnik Katowice                                 |                                          |
| 1963/1964 Detalhes                       | Legia Warszawa                                  | Gwardia Wrocław                                 | Górnik Katowice                                 |                                          |
| 1964/1965 Detalhes                       | AZS AWF Warszawa                                | Legia Warszawa                                  | Gwardia Wrocław                                 |                                          |
| 1965/1966 Detalhes                       | AZS AWF Warszawa                                | Legia Warszawa                                  | Gwardia Wrocław                                 |                                          |
| 1966/1967 Detalhes                       | Legia Warszawa                                  | AZS AWF Warszawa                                | Hutnik Nowa Huta                                |                                          |
| 1967/1968 Detalhes                       | AZS AWF Warszawa                                | Hutnik Nowa Huta                                | Legia Warszawa                                  |                                          |
| 1968/1969 Detalhes                       | Legia Warszawa                                  | Hutnik Nowa Huta                                | AZS AWF Warszawa                                |                                          |
| 1969/1970 Detalhes                       | Legia Warszawa                                  | AZS AWF Warszawa                                | Resovia Rzeszów                                 |                                          |
| 1970/1971 Detalhes                       | Resovia Rzeszów                                 | Legia Warszawa                                  | AZS UWM Olsztyn                                 |                                          |
| 1971/1972 Detalhes                       | Resovia Rzeszów                                 | AZS UWM Olsztyn                                 | AZS AWF Warszawa                                |                                          |
| 1972/1973 Detalhes                       | AZS UWM Olsztyn                                 | Resovia Rzeszów                                 | Legia Warszawa                                  |                                          |
| 1973/1974 Detalhes                       | Resovia Rzeszów                                 | AZS UWM Olsztyn                                 | Płomień Milowice                                |                                          |
| 1974/1975 Detalhes                       | Resovia Rzeszów                                 | Płomień Milowice                                | AZS UWM Olsztyn                                 |                                          |
| 1975/1976 Detalhes                       | AZS UWM Olsztyn                                 | Płomień Milowice                                | Avia Świdnik                                    |                                          |
| 1976/1977 Detalhes                       | Płomień Milowice                                | AZS UWM Olsztyn                                 | Resovia Rzeszów                                 |                                          |
| 1977/1978 Detalhes                       | AZS UWM Olsztyn                                 | Hutnik Nowa Huta                                | Legia Warszawa                                  |                                          |
| 1978/1979 Detalhes                       | Płomień Milowice                                | Hutnik Nowa Huta                                | Gwardia Wrocław                                 |                                          |
| 1979/1980 Detalhes                       | Gwardia Wrocław                                 | AZS UWM Olsztyn                                 | Legia Warszawa                                  |                                          |
| 1980/1981 Detalhes                       | Gwardia Wrocław                                 | Legia Warszawa                                  | Hutnik Nowa Huta                                |                                          |
| 1981/1982 Detalhes                       | Gwardia Wrocław                                 | Legia Warszawa                                  | AZS UWM Olsztyn                                 |                                          |
| 1982/1983 Detalhes                       | Legia Warszawa                                  | Gwardia Wrocław                                 | AZS UWM Olsztyn                                 |                                          |
| 1983/1984 Detalhes                       | Legia Warszawa                                  | Gwardia Wrocław                                 | KPS Stocznia Szczecin                           |                                          |
| 1984/1985 Detalhes                       | KPS Stocznia Szczecin                           | Legia Warszawa                                  | AZS UWM Olsztyn                                 |                                          |
| 1985/1986 Detalhes                       | Legia Warszawa                                  | KPS Stocznia Szczecin                           | Hutnik Cracóvia                                 |                                          |
| 1986/1987 Detalhes                       | KPS Stocznia Szczecin                           | Hutnik Cracóvia                                 | Resovia Rzeszów                                 |                                          |
| 1987/1988 Detalhes                       | Hutnik Cracóvia                                 | KPS Stocznia Szczecin                           | Resovia Rzeszów                                 |                                          |
| 1988/1989 Detalhes                       | Hutnik Cracóvia                                 | AZS UWM Olsztyn                                 | KPS Stocznia Szczecin                           |                                          |
| 1989/1990 Detalhes                       | AZS Częstochowa                                 | Hutnik Cracóvia                                 | AZS UWM Olsztyn                                 |                                          |
| 1990/1991 Detalhes                       | AZS UWM Olsztyn                                 | AZS Częstochowa                                 | Jastrzębski Węgiel                              |                                          |
| 1991/1992 Detalhes                       | AZS UWM Olsztyn                                 | AZS Częstochowa                                 | AZS PWSZ Nysa                                   |                                          |
| 1992/1993 Detalhes                       | AZS Częstochowa                                 | AZS UWM Olsztyn                                 | BBTS Bielsko-Biała                              |                                          |
| 1993/1994 Detalhes                       | AZS Częstochowa                                 | AZS PWSZ Nysa                                   | Czarni Radom                                    |                                          |
| 1994/1995 Detalhes                       | AZS Częstochowa                                 | AZS PWSZ Nysa                                   | Czarni Radom                                    |                                          |
| 1995/1996 Detalhes                       | Płomień Sosnowiec                               | Legia Warszawa                                  | AZS Częstochowa                                 |                                          |
| 1996/1997 Detalhes                       | AZS Częstochowa                                 | ZAKSA Kędzierzyn-Koźle                          | Morze Estetino                                  |                                          |
| 1997/1998 Detalhes                       | ZAKSA Kędzierzyn-Koźle                          | Morze Estetino                                  | AZS PWSZ Nysa                                   |                                          |
| 1998/1999 Detalhes                       | AZS Częstochowa                                 | ZAKSA Kędzierzyn-Koźle                          | GTPS Gorzów Wielkopolski                        |                                          |
| 1999/2000 Detalhes                       | ZAKSA Kędzierzyn-Koźle                          | GTPS Gorzów Wielkopolski                        | AZS Częstochowa                                 |                                          |
| 2000/2001 Detalhes                       | ZAKSA Kędzierzyn-Koźle                          | AZS Częstochowa                                 | Jastrzębski Węgiel                              |                                          |
| 2001/2002 Detalhes                       | ZAKSA Kędzierzyn-Koźle                          | AZS Częstochowa                                 | Skra Bełchatów                                  |                                          |
| 2002/2003 Detalhes                       | ZAKSA Kędzierzyn-Koźle                          | AZS Częstochowa                                 | Jastrzębski Węgiel                              |                                          |
| 2003/2004 Detalhes                       | Jastrzębski Węgiel                              | AZS UWM Olsztyn                                 | AZS Częstochowa                                 |                                          |
| 2004/2005 Detalhes                       | Skra Bełchatów                                  | AZS UWM Olsztyn                                 | AZS Częstochowa                                 |                                          |
| 2005/2006 Detalhes                       | Skra Bełchatów                                  | Jastrzębski Węgiel                              | AZS UWM Olsztyn                                 |                                          |
| 2006/2007 Detalhes                       | Skra Bełchatów                                  | Jastrzębski Węgiel                              | AZS UWM Olsztyn                                 |                                          |
| 2007/2008 Detalhes                       | Skra Bełchatów                                  | AZS Częstochowa                                 | AZS UWM Olsztyn                                 |                                          |
| 2008/2009 Detalhes                       | Skra Bełchatów                                  | Asseco Resovia Rzeszów                          | Jastrzębski Węgiel                              |                                          |
| 2009/2010 Detalhes                       | Skra Bełchatów                                  | Jastrzębski Węgiel                              | Asseco Resovia Rzeszów                          |                                          |
| 2010/2011 Detalhes                       | Skra Bełchatów                                  | ZAKSA Kędzierzyn-Koźle                          | Asseco Resovia Rzeszów                          |                                          |
| 2011/2012 Detalhes                       | Asseco Resovia Rzeszów                          | Skra Bełchatów                                  | ZAKSA Kędzierzyn-Koźle                          |                                          |
| 2012/2013 Detalhes                       | Asseco Resovia Rzeszów                          | ZAKSA Kędzierzyn-Koźle                          | Jastrzębski Węgiel                              |                                          |
| 2013/2014 Detalhes                       | Skra Bełchatów                                  | Asseco Resovia Rzeszów                          | Jastrzębski Węgiel                              |                                          |
| 2014/2015 Detalhes                       | Asseco Resovia Rzeszów                          | Lotos Trefl Gdańsk                              | Skra Bełchatów                                  |                                          |
| 2015/2016 Detalhes                       | ZAKSA Kędzierzyn-Koźle                          | Asseco Resovia Rzeszów                          | Skra Bełchatów                                  |                                          |
| 2016/2017 Detalhes                       | ZAKSA Kędzierzyn-Koźle                          | Skra Bełchatów                                  | Jastrzębski Węgiel                              |                                          |
| 2017/2018 Detalhes                       | Skra Bełchatów                                  | ZAKSA Kędzierzyn-Koźle                          | Trefl Gdańsk                                    |                                          |
| 2018/2019 Detalhes                       | ZAKSA Kędzierzyn-Koźle                          | Onico Warszawa                                  | Jastrzębski Węgiel                              |                                          |
| 2019/2020 Detalhes                       | Edição cancelada devido à pandemia de COVID-19. | Edição cancelada devido à pandemia de COVID-19. | Edição cancelada devido à pandemia de COVID-19. |                                          |
| 2020/2021 Detalhes                       | Jastrzębski Węgiel                              | ZAKSA Kędzierzyn-Koźle                          | Verva Warszawa                                  |                                          |
| 2021/2022 Detalhes                       | ZAKSA Kędzierzyn-Koźle                          | Jastrzębski Węgiel                              | Aluron CMC Warta Zawiercie                      |                                          |
| 2022/2023 Detalhes                       | Jastrzębski Węgiel                              | ZAKSA Kędzierzyn-Koźle                          | Asseco Resovia Rzeszów                          |                                          |
| 2023/2024 Detalhes                       | Jastrzębski Węgiel                              | Aluron CMC Warta Zawiercie                      | Verva Warszawa                                  |                                          |

## Títulos por equipe
| Equipe                 | Títulos | Edições |
| ---------------------- | ------- | --- |
| AZS AWF Warszawa       | 14      | 1951–52, 1952–53, 1953–54, 1954–55, 1955–56, 1956–57, 1957–58, 1958–59, 1959–60, 1960–61, 1962–63, 1964–65, 1965–66, 1967–68 |
| ZAKSA Kędzierzyn-Koźle | 10      | 1997–98, 1999–00, 2000–01, 2001–02, 2002–03, 2015–16, 2016–17, 2018–19, 2019–20, 2021–22                                     |
| Skra Bełchatów         | 9       | 2004–05, 2005–06, 2006–07, 2007–08, 2008–09, 2009–10, 2010–11, 2013–14, 2017–18                                              |
| Legia Warszawa         | 8       | 1961–62, 1963–64, 1966–67, 1968–69, 1969–70, 1982–83, 1983–84, 1985–86                                                       |
| Asseco Resovia Rzeszów | 7       | 1970–71, 1971–72, 1973–74, 1974–75, 2011–12, 2012–13, 2014–15                                                                |
| AZS Częstochowa        | 6       | 1989–90, 1992–93, 1993–94, 1994–95, 1996–97, 1998–99                                                                         |
| AZS Olsztyn            | 5       | 1972–73, 1975–76, 1977–78, 1990–91, 1991–92                                                                                  |
| AZS Warszawa           | 5       | 1929–30, 1933–34, 1934–35, 1946–47, 1948–49                                                                                  |
| Jastrzębski Węgiel     | 4       | 2003–04, 2020–21, 2022–23, 2023–24                                                                                           |
| Gwardia Wrocław        | 4       | 1979–80, 1980–81, 1981–82 |
| Płomień Milowice       | 3       | 1976–77, 1978–79, 1995–96 |
| Hutnik Cracóvia        | 2       | 1987–88, 1988–89 |
| KPS Stocznia Szczecin  | 2       | 1984–85, 1986–87 |
| AZS Wrocław            | 2       | 1947–48, 1949–50 |
| ŁKS Łodź               | 2       | 1930–31, 1931–32 |
| AZS Kraków             | 1       | 1932–33 |
| Społem Warszawa        | 1       | 1945–46 |
| Sokół Lwów             | 1       | 1938–39 |
| AZS Wilno              | 1       | 1937–38 |
| YMCA Łódź              | 1       | 1928–29 |
| Polonia Warszawa       | 1       | 1936–37 |